# Gypsum (Colorado)
Gypsum è un centro abitato (town) degli Stati Uniti d'America, situato nella contea di Eagle dello Stato del Colorado. Nel censimento del 2000 la popolazione era di 3.654 abitanti.

## Geografia fisica
Secondo i rilevamenti dell'United States Census Bureau, Gypsum si estende su una superficie di 9,5 km².